# 真里谷恕鑑
真里谷 恕鑑（まりやつ じょかん、生年不詳 - 天文3年7月1日（1534年8月10日））は、上総国の戦国大名。真里谷武田氏（上総武田氏の一族）の当主。真里谷信勝（信嗣）の子。真里谷全方（信保、信秋）、女子（三浦義意妻）の兄（異説あり）。真里谷全鑑?、真里谷信隆、真里谷信応の父。八郎五郎、式部丞、式部大夫、三河守。法名は寿里庵恕鑑または円邦恕鑑。

## 実名について
当時の多くの史料においては、「寿里庵恕鑑」という法名で記録されている人物である。その系譜上の実名は「信保」「信清」とされており（『真里谷殿位牌系図』）、確かな史料の上での根拠はなかったが、従来の通説的見解は恕鑑の実名をそのまま信保としてきた。
近年、黒田基樹は当時の史料を精査し、恕鑑在世時の真里谷武田氏の当主と見られる人物が「式部丞信清」と署名した銘の存在を発見し、それに基づき恕鑑の実名を「信清」と推定した。ただし、「信清」は小田喜城（大多喜城）の築城者として同名の人物がおり、小田喜武田氏の祖としての記録が存在し（東長寺所蔵『上総国大多喜根古屋城主武田殿系図』）、その子孫の系譜として、子の真里谷直信、孫の真里谷朝信の流れが別個にある。黒田はこの系図については、大多喜武田氏と真里谷武田氏との深い関連性を示すものであるとはしつつも誤伝であるとする。一方、「信保」と『真里谷殿位牌系図』に記録がある人物について、黒田はこの人物については真里谷武田氏の家督ないし家督代行者の地位にあった人物であることは肯定しつつも、恕鑑の父である信嗣（信勝）の庶子か弟にあたる「信秋」の別名で、法名「全方」（全芳）で知られる人物と同一人物である可能性を示唆している。
いずれにせよ、さらなる研究や異論を挟む余地は多く存在しており、「恕鑑」の実名に関しては明確な答えは存在しないのが現状ではある。

## 事蹟
上総において千葉氏や原氏などと勢力を競い、1516年には相模の伊勢盛時（北条早雲）から援軍を受けて原氏と戦っている。1518年、真里谷武田家の勢力を拡大するため、古河公方の足利高基と対立していた足利義明と結び小弓公方として擁立した。このため、真里谷武田家は、古河公方陣営にとどまった本家筋の長南武田家を凌ぐ勢力を誇るようになった。
武蔵を巡って後北条氏と扇谷上杉氏との抗争が激化すると、扇谷上杉家の要請を受けて後北条氏の北条氏綱と敵対し、1524年には品川港を勢力圏に置いた。さらに、安房の里見氏の里見義豊と同盟を結び、後北条氏との抗争を優位にすすめ、版図を武蔵国まで拡張させ、鎌倉をも勢力圏に置くようになった。
黒田によると、1525年までには出家していた記録があり、嫡子である武田大夫という人物に家督を譲っていた形跡があるという。この「武田大夫」について、黒田は系図で法名「全鑑」とされる人物である可能性を示唆している。
後、足利義明は北条氏綱との融和を打診するが、恕鑑はこれを拒絶した。里見氏の天文の内訌では里見義豊を支援したが、庶流の里見義堯に肩入れした一族もおり、死後の家中分裂の遠因を作った。
1534年に死去した。黒田によると、恕鑑とほぼ同時期に嫡子とみられる大夫も死去したとしている。
家督は庶長子とされる信隆が継いだが、家中は既に分裂しており、信隆と信応でそれぞれ争うこととなる。